# Alexander Simplot

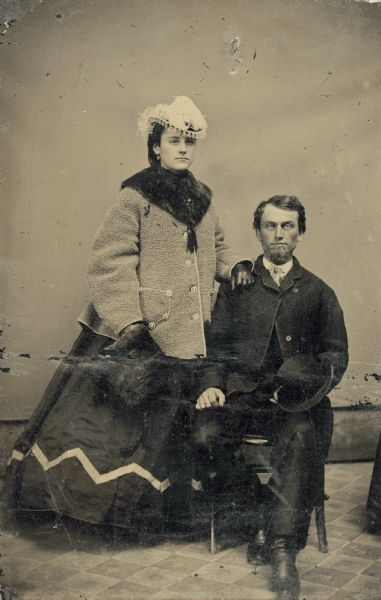
Alexander Simplot mit seiner Ehefrau Virginia, geborene Knapp (1846–1904), 1866

Alexander Simplot (* 5. Januar 1837 in Dubuque, Dubuque County, Iowa; † 21. Oktober 1914 ebenda) war ein US-amerikanischer Maler und Zeichner, der vor allem durch Illustrationen aus der Zeit des Sezessionskriegs bekannt ist.

## Leben
Alexander Simplot war der älteste Sohn des Kaufmanns Henri François Simplot (1804–1846) und dessen Ehefrau Susan, geborene Le Clair (1811–1876). Seine Eltern stammten aus der Nähe von Besançon in Frankreich. Kurz vor der Geburt ihres Sohns waren sie in die Vereinigten Staaten eingewandert. Mit ihren Kindern, vier Söhnen und einer Tochter, bewohnten sie anfangs ein einfaches Siedler-Holzhaus. Nach der Schule im Dubuque Cathedral Parish besuchte Alexander das Rock River Seminary in Mount Morris Township (Illinois), danach das Union College in Schenectady, New York, wo er 1858 am Law Department graduierte. Sein Wunsch, sodann eine künstlerische Laufbahn einzuschlagen, war ihm verwehrt. Stattdessen begann er als Lehrer zu arbeiten.  

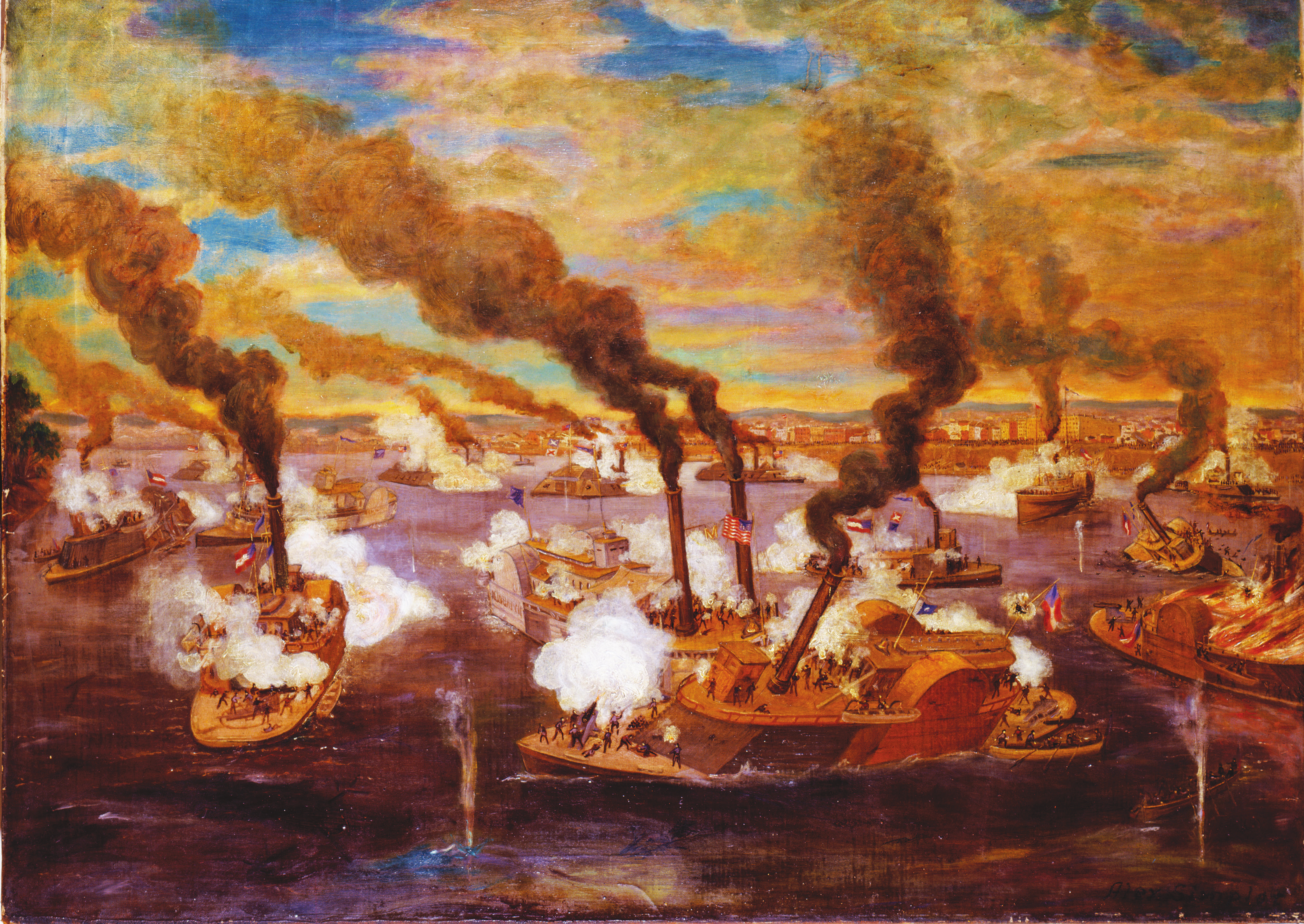
The Great Naval Battle Opposite the City of Memphis, June 6, 1862, Chicago History Museum

Als 1861 der Sezessionskrieg ausbrach, sandte er seine Zeichnung des Abmarsches einer Einheit der Unionsarmee aus Dubuque bei der Zeitung Harper’s Weekly ein. Deren Herausgebern gefiel die Arbeit. Sie stellten ihn ein und beorderten ihn nach Cairo (Illinois). Dort trat er einer Journalistengruppe der Nordstaaten namens „Bohemian Brigade“ bei, welche dem Generalmajor John C. Frémont und dem Brigadegeneral Ulysses S. Grant an die Kriegsschauplätze von 1861 und 1862 folgte. Mitglieder der Gruppe waren Albert Deane Richardson, Junius Henri Browne, Thomas Wallace Knox, George W. Beaman, Joseph B. McCullagh, Richard C. Colborne, Joseph Glenn, Henri Lovie und Whitelaw Reid. Höhepunkt von Simplots Schaffens als Kriegszeichner war am 6. Juni 1862 das Gefecht um Memphis, dem er als einziger Zeichner beiwohnte.
Noch während des Sezessionskriegs kehrte Simplot, erkrankt an Dysenterie, nach Dubuque zurück, wo er sich fortan neben dem väterlichen Geschäft als Maler, Zeichner, Lithograf und Fotograveur betätigte. Auch entwarf er für einen Standort am Zusammenfluss von Mississippi River und Catfish Creek das Denkmal für den frankokanadischen Siedler Julien Dubuque, einen Turm im Stil der Neugotik.
Am 11. November 1866 heiratete er in Dubuque Virginia Knapp (1846–1904), die seine Schülerin gewesen war. Zwischen 1867 und 1888 bekam das Paar drei Töchter und sechs Söhne.